# Капська черепаха дзьобаста
Капська черепаха дзьобаста (Homopus areolatus) — вид черепах з роду Капські черепахи родини Суходільні черепахи.

## Опис
Загальна довжина карапаксу досягає 12 см. Спостерігається статевий диморфізм: самиці більші за самців. Голова доволі масивна. Верхня щелепа має дзьобоподібний виріст. Звідси походить назва цієї черепахи. Ніздрі розташовані на морді високо. Панцир переважно плаский. Щитки карапаксу злегка вигнуті. Щиток за потилицею може мати різну форму. Пластрон плаский у обох статей, але у самців є невелика увігнутість. На передніх кінцівках по 4 кігтя. На стегнах немає шпор.
Голова й кінцівки темно-жовті. У статевозрілих самців ніс стає яскраво-помаранчевим. Карапакс забарвлено у жовтувато-оливковий колір. У центрі кожного щитка знаходиться велика жовта пляма. Пластрон світло-коричневий або вохристий.

## Спосіб життя
Полюбляє сухі ліси, чагарникові савани, гірські схили, що поросли чагарником, степові райони морського узбережжя, уникаючи сильно посушливих місць. Воліє затінені місця. Харчується рослинами, переважно плоди яскраво-червоного кольору і жовті квіти, зокрема квіти гібіскусу.
Взимку впадає у сплячку, що триває 6—10 тижнів. Сплячка стимулює статеву поведінку. Без неї самиці зазвичай не здатні до розмноження.
Самці протягом періоду парування змінюють забарвлення голови, яка здобуває помаранчево-червоний відтінок. Самці можуть бути дуже агресивний один до одного та до самиць. Самиця відкладає 2—4 яйця розмірами 20×30 мм у квітні, серпні, жовтні, листопаді. На рік буває до 2 кладок. При температурі 26–28 °C інкубаційний період триває 150–230 днів. Розмір новонароджених черепашенят 35 мм при вазі 5—8 г. У неволі при температурі 28 °C й вологості 75–80 % термін інкубації становить 95—110 днів.

## Розповсюдження
Мешкає на півдні Капської провінції ПАР до 31° південної широти.